# Industrisamfund
Et industrisamfund beskriver et samfund som er industrialiseret, og hvis vigtigste indtægtskilde stammer fra industrisektoren. Industrisamfund begyndte at opstå med industrialiseringen i 1800-tallet og afløste mange steder landbrugssamfund.